# Thanatus simplicipalpis
Thanatus simplicipalpis là một loài nhện trong họ Philodromidae.
Loài này thuộc chi Thanatus. Thanatus simplicipalpis được Eugène Simon miêu tả năm 1882.